# Alexander Wilhelm de Beauclair
Alexander Wilhelm de Beauclair (geboren am 10. Juli 1877 in Darmstadt; gestorben am 31. Oktober 1962 in Ascona) war ein deutscher Maler, Dichter und Verleger, der 1906 nach Ascona ging und in der dortigen Kolonie Monte Verità lebte. Seine Malerei besteht hauptsächlich aus realistischen Porträts und Landschaften.

## Leben
De Beauclair stammte aus einer Hugenottenfamilie aus Darmstadt, sein Vater war Beamter. Er war Schüler von Caspar Ritter in Karlsruhe, Joseph Scheurenberg in Berlin und Franz von Defregger in München. Am 2. November 1898 begann er eine akademische Ausbildung zum Kunstmaler in der Naturklasse von Johann Caspar Herterich an der Kunstakademie in München. Ende des 19. Jahrhunderts unternahm de Beauclair Reisen durch Italien, Kroatien und Österreich-Ungarn. In dieser Zeit lebte er von den Zeichnungen, die er von reichen Bürgern anfertigte. In Florenz kopierte er die Werke dort ausgestellter bekannter Meister. Um 1900 wurde er in Darmstadt Lehrer an einer Oberrealschule und Leiter einer Malschule. 1906 gelangte er nach Ascona und besuchte den intellektuellen Treffpunkt Monte Verità. Dort machte er die Bekanntschaft von Henri Oedenkoven, dem Mitbegründer der Kolonie, und wurde für kurze Zeit Geschäftsführer der dortigen vegetarischen Pension und Sekretär Oedenkovens.
1908 war de Beauclair Mitbegründer der deutschsprachigen Zeitung Südschweiz, die heute noch als Tessiner Zeitung erscheint. Gemeinsam mit seiner ersten Ehefrau, der Malerin Friederike Krüger, die er 1906 geheiratet hatte, führte er in Ascona eine Malschule. Allerdings verlief die Beziehung nicht harmonisch, denn Friederike musste neben dem Haushalt auch die Malschüler versorgen. Daher verließ sie 1920 mit ihren Söhnen Gotthard und Wilfried Ascona und ging zurück nach Deutschland. De Beauclair heiratete daraufhin die Niederländerin Nelltye Bersma und hatte mit ihr die Töchter Henrike Rogantini de Beauclair, genannt Hetty (1928–2018), die später das Monte-Verità-Museum betreute, und Liliane (1931–1945). In der Zeit lebte de Beauclair von unterschiedlichen Tätigkeiten. So arbeitete er von 1944 bis zu seinem Tod 1962 als Sekretär, Immobilienverwalter und Reiseleiter. Journalistisch tätig war er für das Ferien-Journal Ascona und die Cronaca d’Ascona (Chronik Asconas). Auf dem Monte Verità lebte de Beauclair in der heute noch vorhandenen Casa Monescia, die als Hotel genutzt wird.

## Schriften (Auswahl)
- Im Kampfe mit der Sünde. Eine Lebensentwicklung in zwei Büchern. Karl Rohm, Lorch (Württemberg) 1909, OCLC 83509331.
- Kurzer Wegweiser zur Erlernung der Oelmalerei. J. H. Ed. Heitz, Strassburg 1910, OCLC 82079203.
- Leon Clairmont und sein Werk. Sklaven des Augenblicks. Heitz & Cie, Strassburg / Leipzig / Zürich 1930, OCLC 720865266.